# Salta (tỉnh)
Salta là một tỉnh nằm ở tây bắc Argentina. Tỉnh này giáp ranh với các tỉnh: Formosa, Chaco, Santiago del Estero, Tucumán, Catamarca và Jujuy. Tỉnh Salta tiếp giáp khu Tarija của Bolivia, tỉnh Boquerón của Paraguay về phía bắc và tiếp giáp vùng Tarapacá của Chile về phía tây.

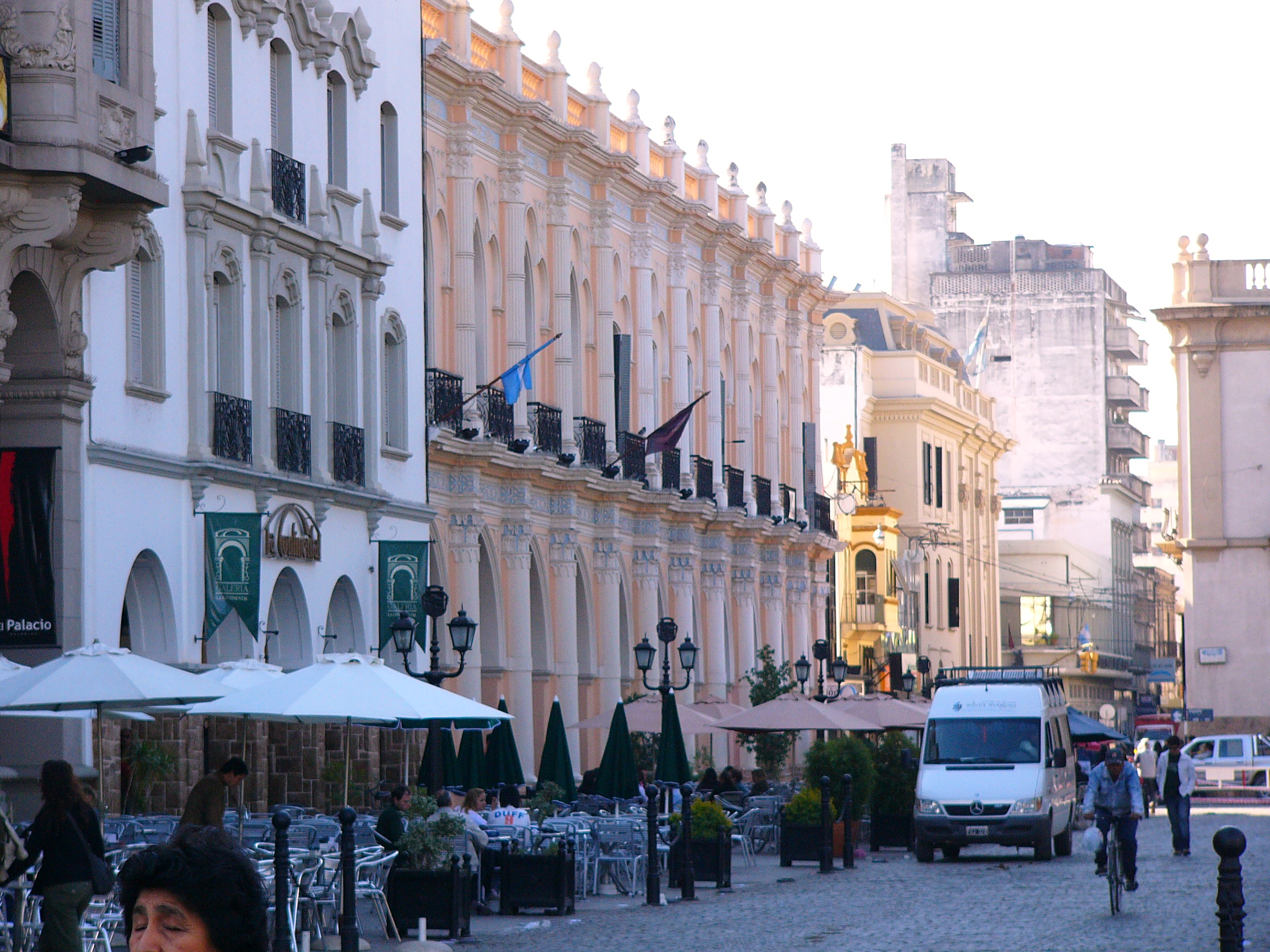
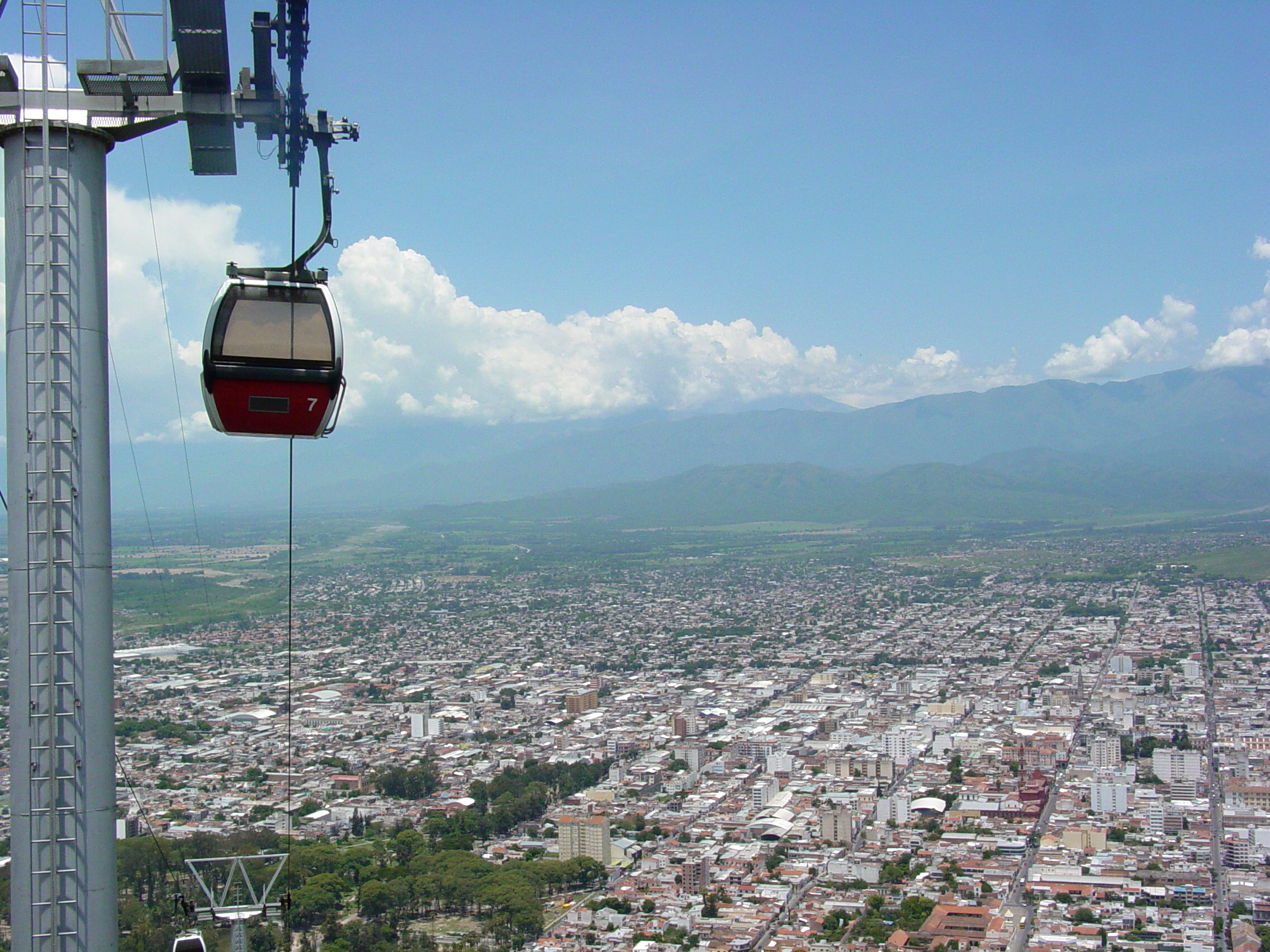
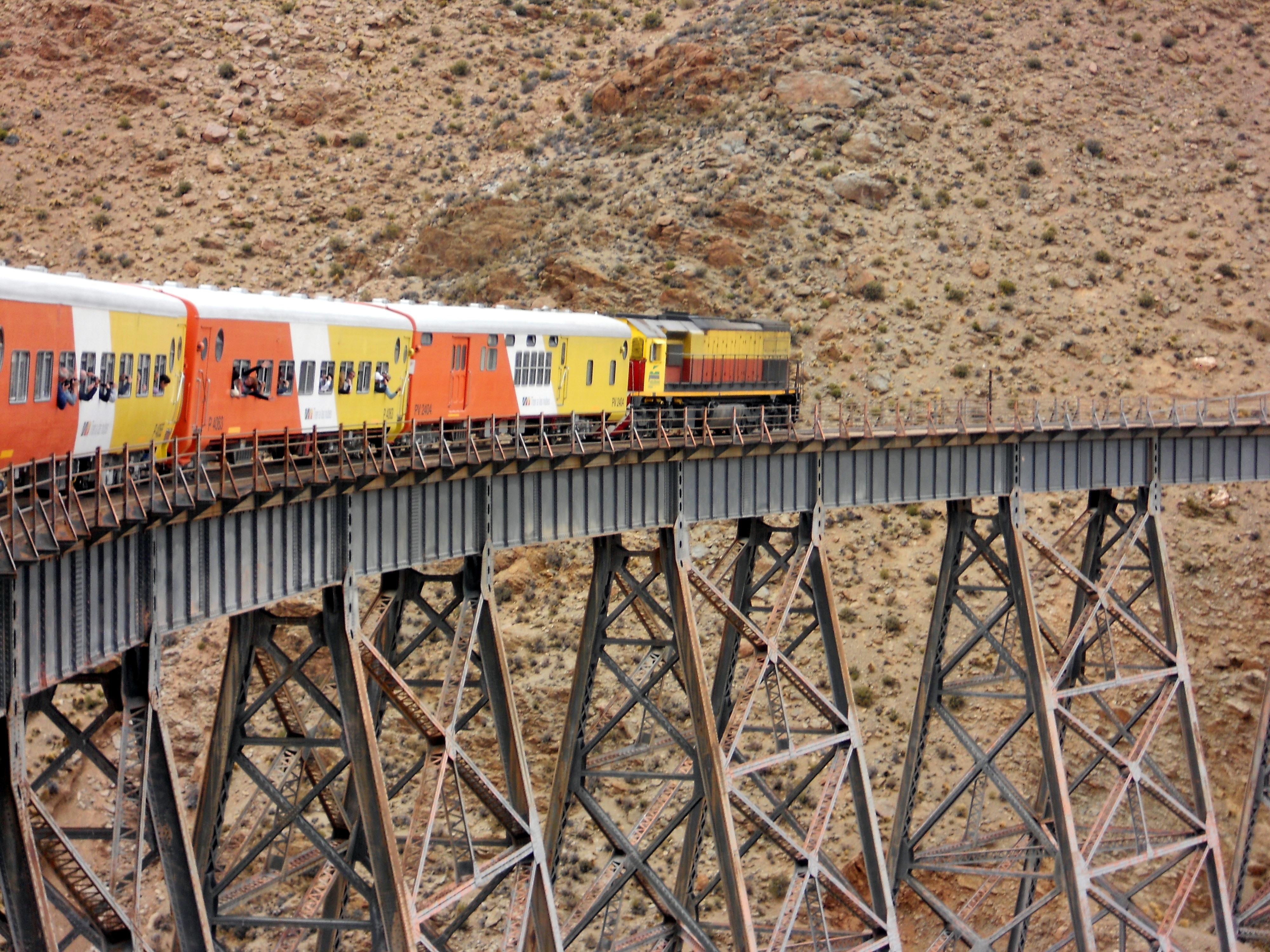
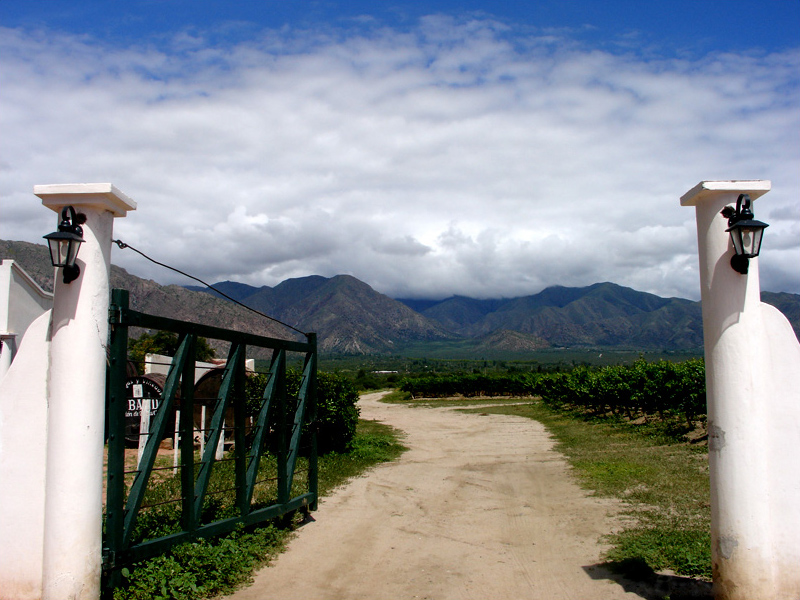
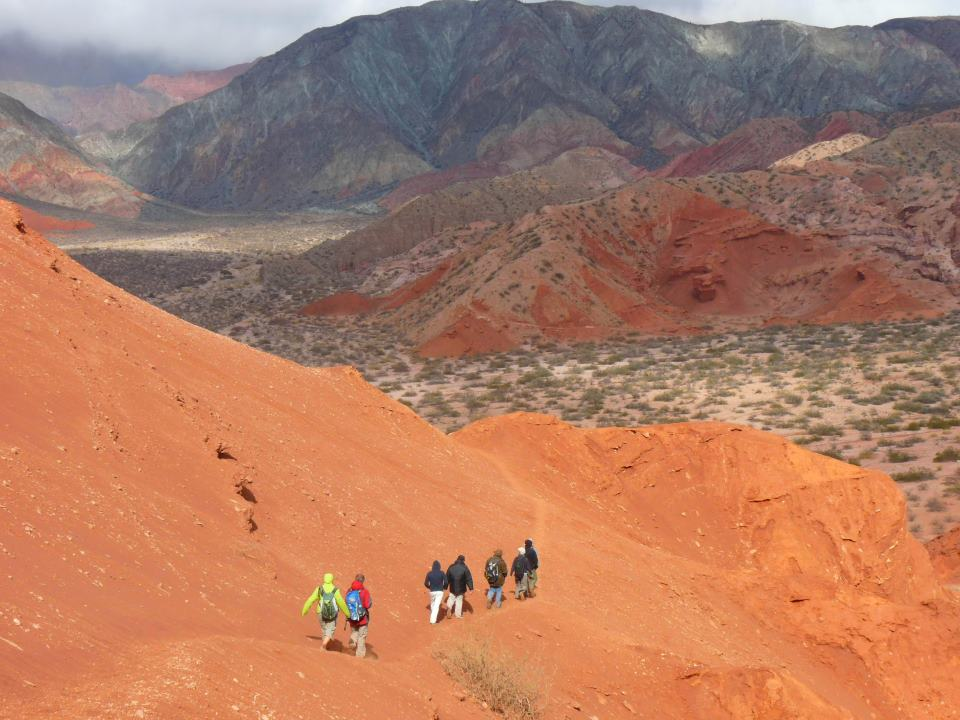
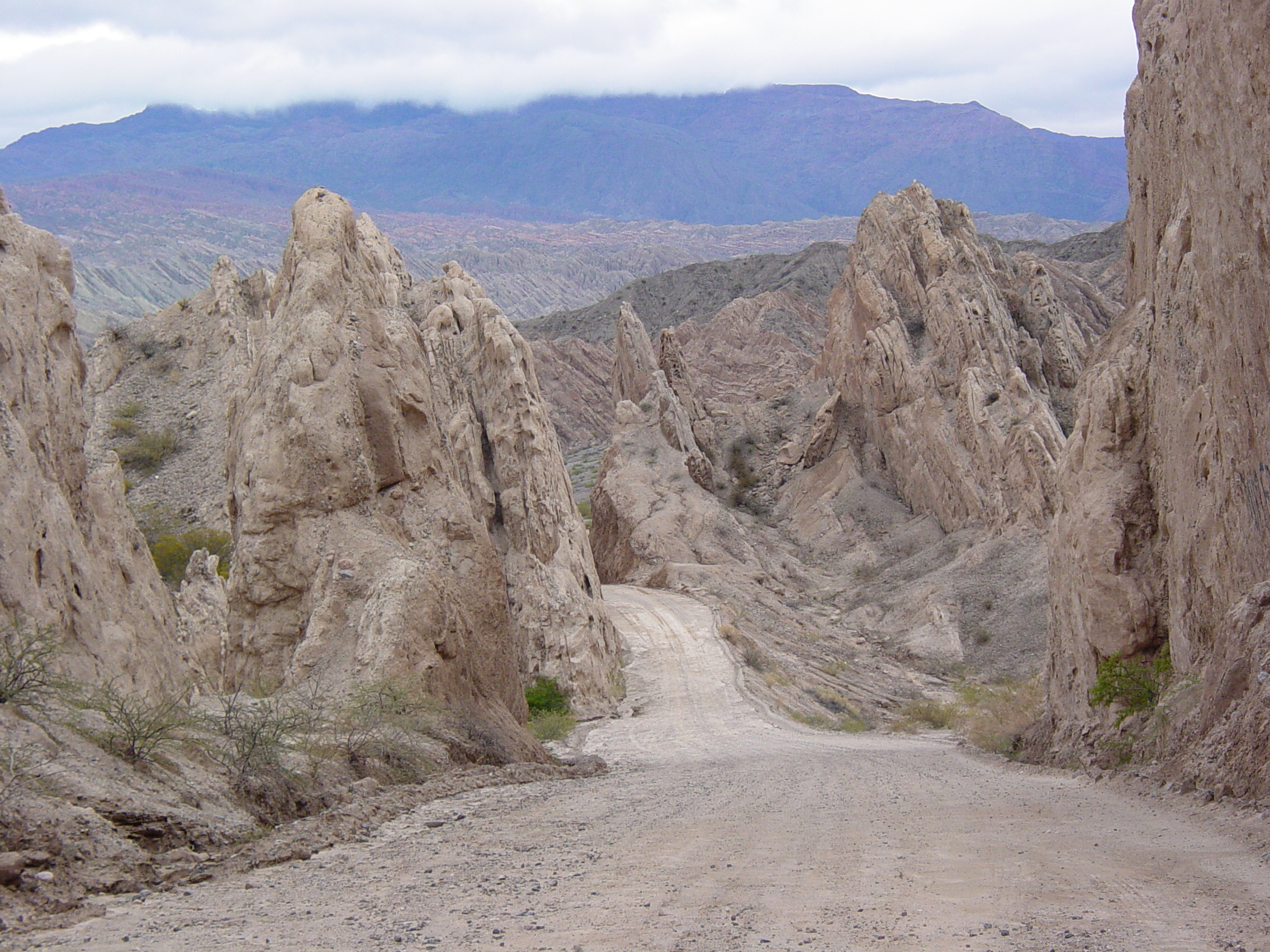
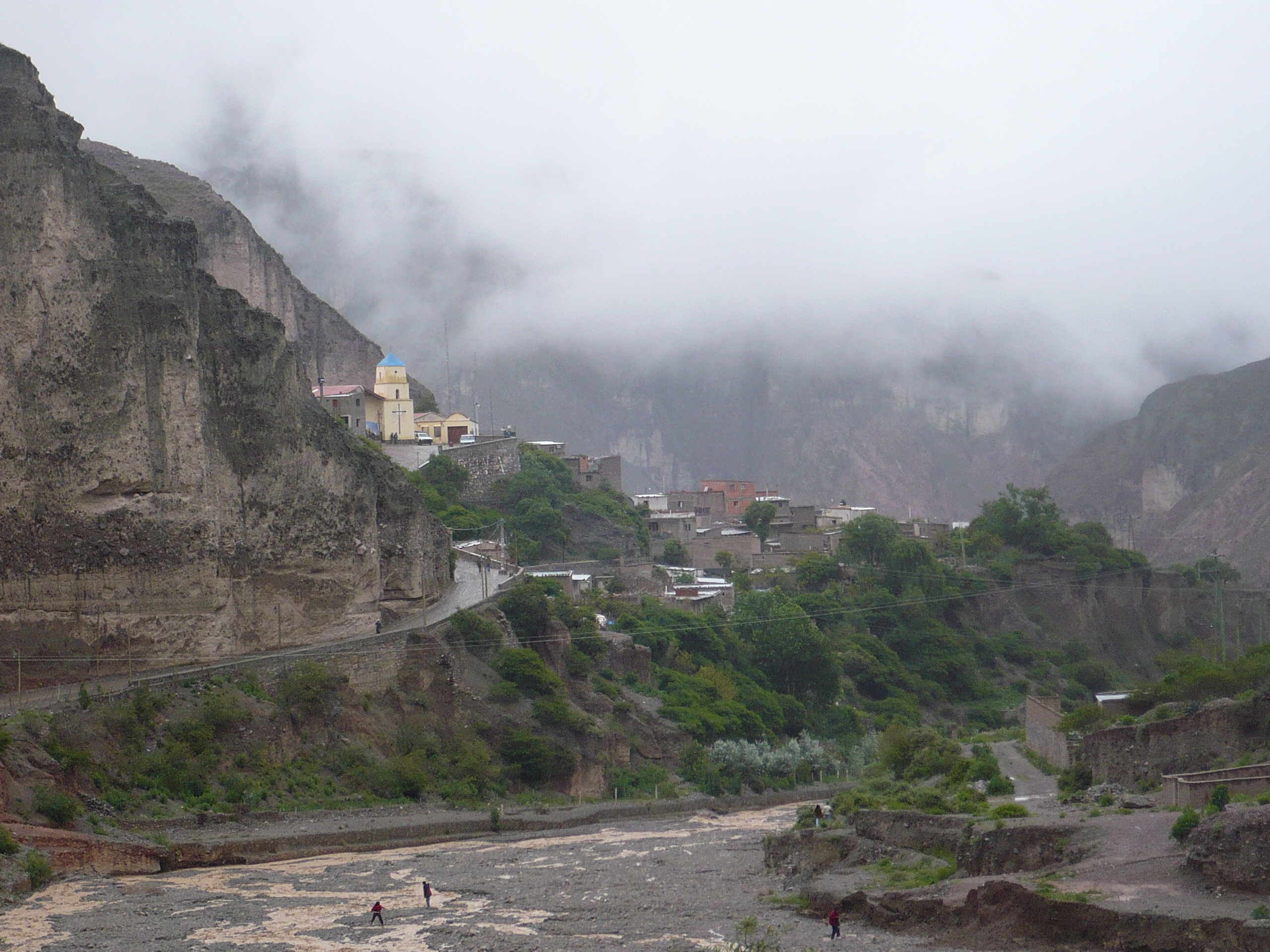
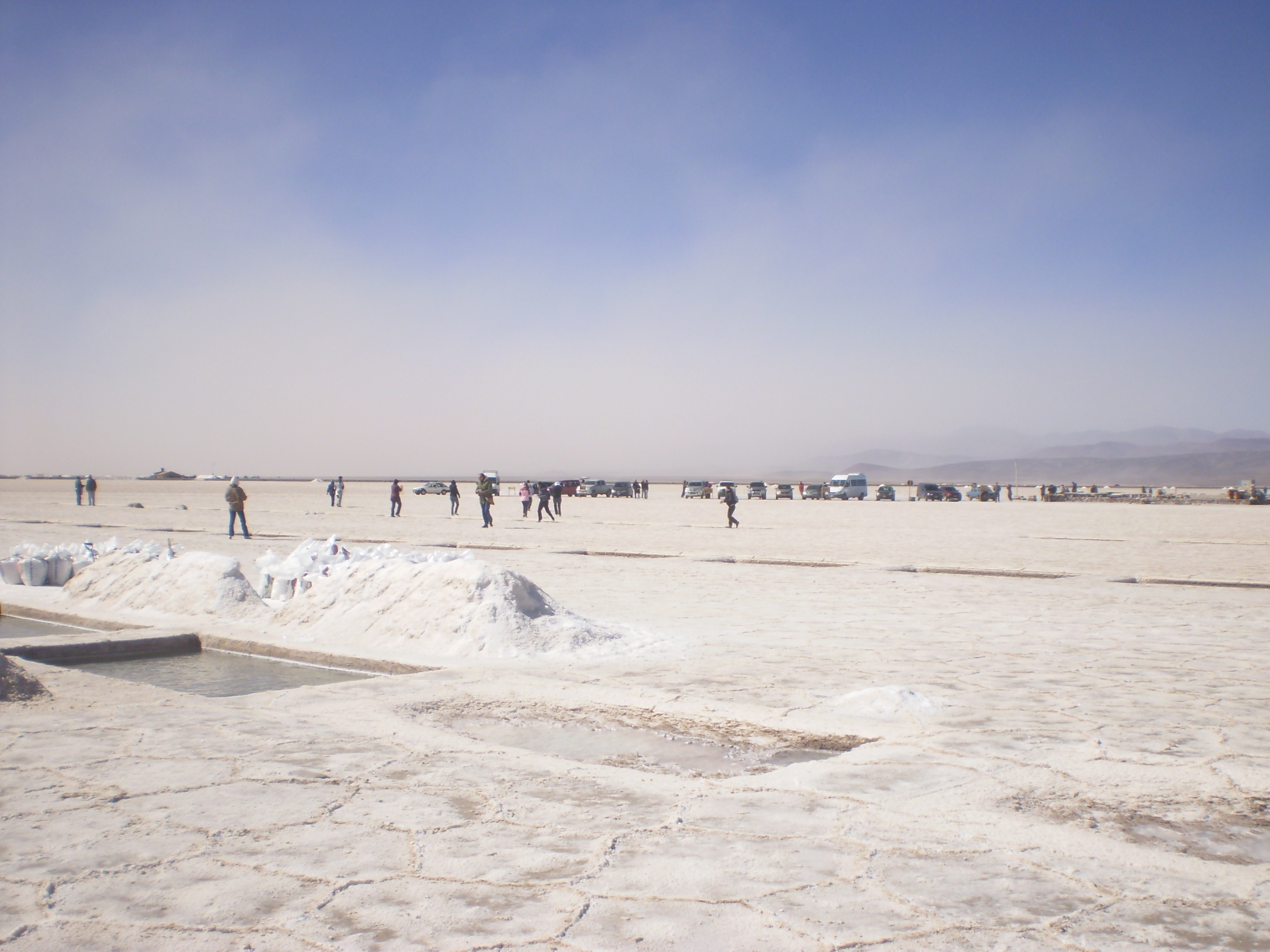
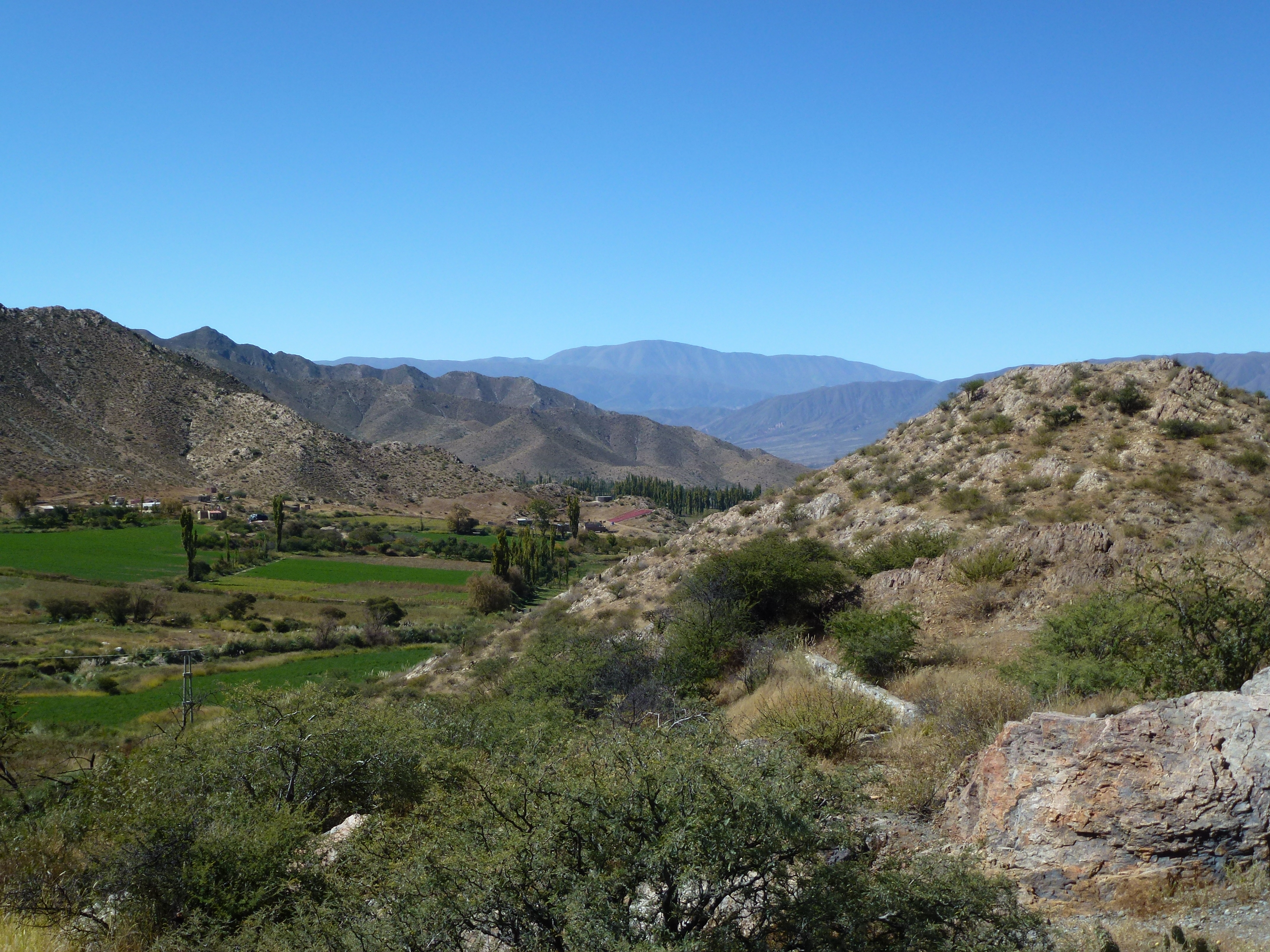
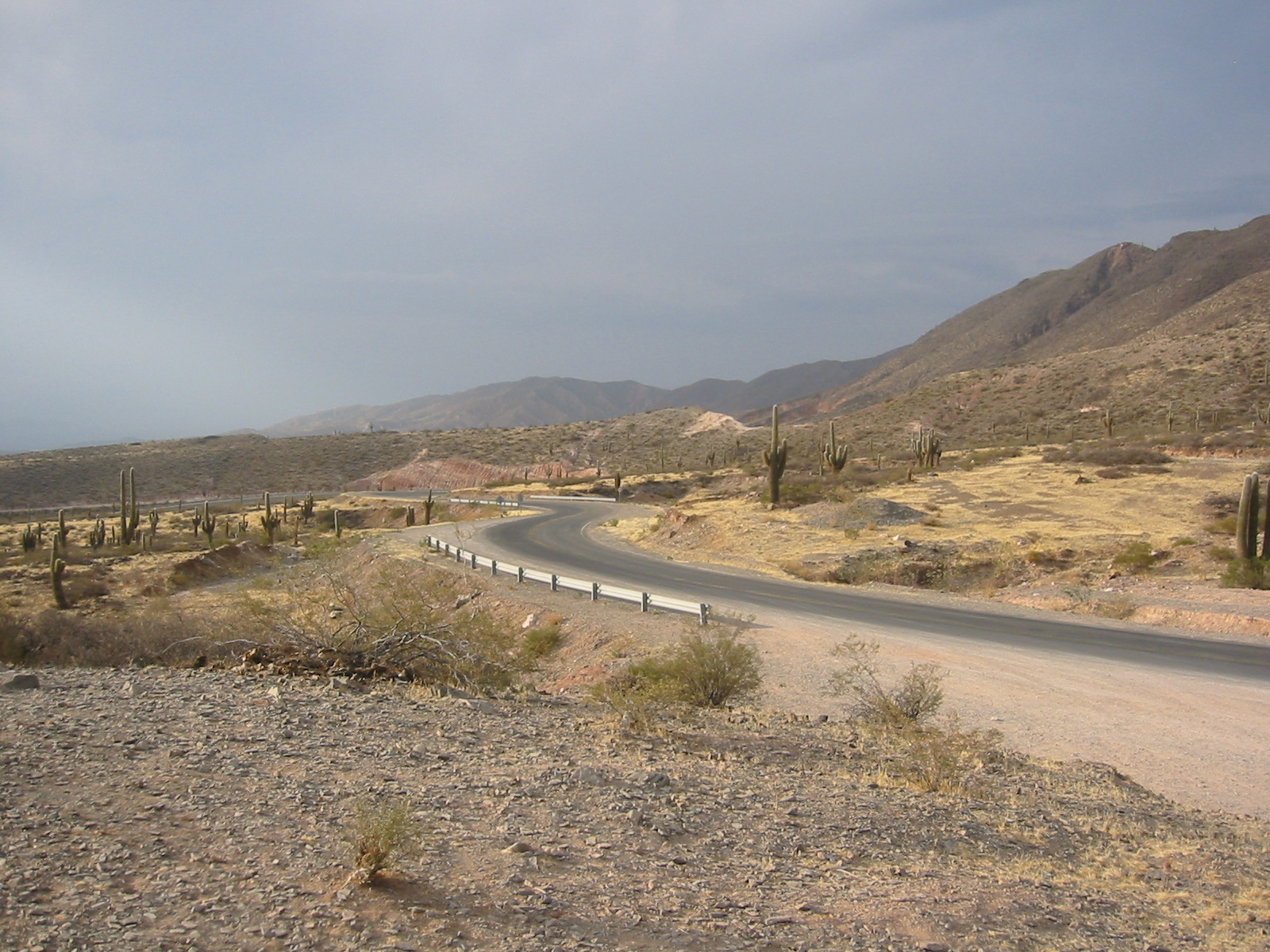

## Liên kết
- Official Page (Spanish)
- Tourist Secretary (Spanish)
- Salta Lưu trữ ngày 9 tháng 1 năm 2016 tại Wayback Machine (Spanish)
- Nuevo Diario de Salta (Spanish)
- Universidad Nacional de Salta (Spanish)
- Welcome Salta Lưu trữ ngày 9 tháng 10 năm 2007 tại Wayback Machine